# Rolz’n’Rulz
Rolz'n'Rulz (с англ. — «Роли и правила») — второй сингл с альбома «Gentleman» белорусской инди-рок и пауэр-поп группы «Hair Peace Salon», выпущенный 15 сентября 2010 года. Состоит из одной песни «Rolz'n'Rulz», написанной Олегом Вялем и Константином Карманом.

## История
Сингл «Rolz’n'Rulz» попал в свободный доступ 15 сентября 2010 года, в один день с выпуском EP ремиксов «HPS Remixed». Музыкальный портал Tuzin.fm такими словами призывал своих читателей скачать новый сингл:

Музыканты из Hair Peace Salon решили дополнить Всеобщую декларацию прав человека. Вместе с правами на жизнь, свободу и личную неприкосновенность инди-рокеры предлагают ввести статью: „Каждый человек имеет право абсолютно свободно скачать новую песню Hair Peace Salon и альбом ремиксов, чтобы получить удовлетворение от прослушивания“.Оригинальный текст (бел.)Музыкі з Hair Peace Salon вырашылі дапоўніць Усеагульную дэклярацыю правоў чалавека. Разам з правамі на жыцьцё, свабоду й асабістую недатыкальнасьць індзі-рокеры прапануюць увесьці артыкул: «Кожны чалавек мае права абсалютна свабодна спампаваць новую песьню Hair Peace Salon і альбом рэміксаў, каб атрымаць задавальненьне ад праслухоўваньня».
Одноимённая песня сингла «Rolz'n'Rulz», в которой размышляется про устоявшиеся правила, мораль и распределённые обществом роли, была написана в коллажной манере, которая свойственна раннему периоду творчества коллектива. Сам второй сингл с будущего альбома приоткрыл его тайну дальше, показав сдвиг в сторону более густых инструментальных партий в песнях.
«Процесс слушания не должен быть лёгким, песня должна постепенно приоткрываться всё больше и больше, с каждым появлением в плеере», — описывали для Experty.by своё произведение участники группы.

## Критика
Рецензент Experty.by Антон Серенков услышал в сингле «Rolz'n'Rulz» больше рок-н-ролловых мотивов, чем пауэр-поповских, и в своём обзорном материале написал:
Это страшно бодрая, заразительно радостная песня, с ясной мелодией и энергичными гитарами, сделанная насколько просто, настолько и с искренним энтузиазмом. Самое крутое здесь, конечно, то, как организованы вокальные партии: формально ведущему вокалисту просто подпевают, но выглядит всё так, будто музыкантов настолько распирает желание хоть что-нибудь спеть, что они всё время отталкивают друг друга от микрофона.
По мнению критика Дмитрия Подберезского с ej.by, который пришёл к выводу, что музыканты сильно переосмыслили понятие рок-н-ролла в своём сингле, «Rolz'n'Rulz» — «одна из тех песен, в которых группа со столь непростым названием вполне убедительно демонстрирует своё умение чётко организовать музыкальный материал и чуть ли не в первую очередь — вокальные партии и подать его соответствующим образом».
Как составная часть альбома 2012 года «Gentleman» песня «Rolz'n'Rulz» была отмечена и во второй раз, получив положительную прессу: «„Rolz’n'Rulz“ рулит» (Олег Климов, Experty.by), «бесподобная „Rolz’n'Rulz“» (Сергей Будкин, Experty.by, Будзьма беларусамі!, Tuzin.fm) — и, по мнению Дмитрия Подберезкого с сайта Experty.by, стала доказательством разнобразия репертуара всей пластинки. Также он через ej.by дополнительно отметил, что то, что эта песня была выпущена синглом, совсем не помешало тому, что она пришлась кстати и на альбоме. Татьяна Бобер и Алина Шиманская с музыкального портала «Памяркоўны гук» характеризовали песню в живом исполнении эпитетом «заводной».

## Список композиций
| №  | Название            | Текст песни                  | Музыка    | Длительность |
| -- | ------------------- | ---------------------------- | --------- | ------------ |
| 1. | «англ. Rolz’n'Rulz» | Олег Вяль, Константин Карман | Олег Вяль | 3:54         |

## Участники
| Hair Peace Salon: - Олег Вяль — вокал, гитары. - Константин Карман — вокал, синтезатор. - Максим Девиченский — бас, бэк-вокал, художественный свист. - Алексей Кузнецов — барабаны. | Производство: - Евгений «Yellow Kid» Суховей — сведение. - Павел Синило, студия «Everest Studio» — мастеринг. - Slap — дизайн обложки. |

## Награды и премии
В мае 2011 года за трек «Rolz'n'Rulz» группа выиграла главный приз (сессия звукозаписи на студии «RecPublica Studios») в конкурсе от польского музыкального портала «Fabryka Zespołów».

## Присутствие в сборниках
Трек «Rolz'n'Rulz» был отобран на фирменный сборник поющих на английском белорусских групп «„APS Sound“ Volume 1» для дальнобойщиков, изданный компанией «APS» в конце 2012 года.

## Ремиксы
В 2010 году диджей минского электронного проекта «Vacuum Government» GRAF сделал версию песни продолжительностью 6 минут 39 секунд под названием «Rolz'n'Rulz (GRAF Trance Mix)», и она вместе с другими ремиксами попала на EP «HPS Remixed» того же года. «Сотрудничество получилось интересным, — резюмировал для Tuzin.fm ремикс Олег Вяль, соавтор оригинальной песни и лидер группы «Hair Peace Salon». — Образное видение этих людей оказалось очень близким нашему». «Нам очень понравилась работать с музыкальным материалом „Hair Peace Salon“, и мы решили включить ремиксы на песни „Rolz’n’Rulz“, „Happy for a While“ в свои живые выступления», — по итогах участия на польском фестивале «Pakrava. Dni kultury niezależnej Białorusi» рассказывали диджеи порталу Ultra-music.com.

## Полезные ссылки
- Скачать сингл (Bandcamp)